# Marybeth Tinning
Marybeth Tinning, auch Mary Beth Tinning, geborene Marybeth Roe (* 11. September 1942 in Duanesburg, New York) ist eine US-amerikanische Serienmörderin. Sie hat zwischen 1972 und 1985 wahrscheinlich sieben ihrer eigenen acht Kinder und ein Adoptivkind umgebracht. 

## Leben
Tinning wurde innerhalb von vierzehn Jahren achtmal Mutter, zusätzlich adoptierte sie ein neuntes Kind. Doch ihre Kinder ereilte ein früher Tod: alle neun starben, obwohl sie anscheinend gesunde und sich gut entwickelnde Kinder waren. Niemand vermutete zunächst Böses und die Ärzte diagnostizierten plötzlichen Kindstod oder Reye-Syndrom. Diese Krankheiten waren zum Zeitpunkt der Todesfälle medizinisch noch nicht gut erforscht und man vermutete genetische Ursachen.
Durch die Nachlässigkeit der Ämter und der Krankenhäuser, die nur in sechs der neun Todesfälle eine Obduktion durchführten, kam es erst nach dem Ableben der vier Monate alten Tami Lynne († 20. Dezember 1985) zu einer offiziellen Untersuchung durch die Polizei und verschiedene Ämter.
In einem polizeilichen Verhör am 4. Februar 1986 gab sie die Tötung ihrer Kinder Timothy, Nathan und Tami Lynne zu, stritt jedoch eine Verantwortung für den Tod von Jennifer, Joseph, Barbara, Michael, Mary Frances und Jonathan ab. Das Geständnis widerrief sie später, weil es angeblich unter Druck der Ermittler abgelegt worden war. Am 22. Juni 1987 begann der Mordprozess gegen Tinning. Die Staatsanwaltschaft beschränkte sich auf den Fall Tami Lynne, weil die Beweislage dort am überzeugendsten schien. Im Prozess sagten zahlreiche medizinische Sachverständige aus, Tinning selbst verweigerte die Aussage. Nach dreitägiger Beratung fällte die Jury einen Schuldspruch. Tinning wurde wegen Mordes zweiten Grades zu einer Freiheitsstrafe zwischen 20 Jahren und lebenslang verurteilt, die sie seitdem im New Yorker Bedford Hills Gefängnis für Frauen verbüßte.
Im März 2007 wurde ihr Entlassungsgesuch mit der Begründung abgelehnt, dass sie keine Reue zeige. 2009 wurde auch ihr zweiter Antrag auf Entlassung abgelehnt, der nächste Antrag, den sie 2011 stellen durfte, wurde erneut abgelehnt. Auch 2013, 2015 und 2017 wurden ihre Anträge abgewiesen. Erst ihr siebtes Entlassungsgesuch hatte Erfolg: Im August 2018 wurde sie, im Alter von 75 Jahren, nach mehr als 31 Jahren Haft auf Bewährung entlassen.